# Joanna Bator
Joanna Bator, conocida también como Joanna Bator-Łukasiewicz, (Wałbrzych, 2 de febrero de 1968) es una escritora y periodista polaca.

## Biografía
Realizó estudios culturales en la Universidad de Breslavia. También se graduó de la Facultad de Ciencias Sociales de la Academia de Ciencias de Polonia en Varsovia. Hizo un doctorado en filosofía sobre los aspectos filosóficos de las teorías feministas respecto al psicoanálisis y el posmodernismo. Fue uno de los primeros trabajos sobre este tema en Polonia.
Entre los años 1999 y 2008 Joanna Bator trabajó como profesora en el Instituto de Filosofía y Sociología. Entre los años 2007 y 2011 enseñó también en el Instituto Polaco-Japonés de Tecnología de la Información y en  otras universidades de Varsovia. Fue becaria de la Universidad de Middlesex en Londres, de la Nueva Escuela de Investigación Social en Nueva York y tres veces de la JSPS, la Fundación Cannon en Europa y la Fundación Japón en Tokio. Fue columnista en la prensa polaca, y en la de las colonias polacas en el extranjero. También participó como jurado del Premio Internacional Ryszard Kapuściński entre el 2012 y el 2014.
Conocedora y admiradora de la cultura japonesa. El resultado de su primera estancia de dos años en Japón fue el libro El abanico japonés (2004, 2011). En  el 2013, se publicó su libro de ensayos El tiburón del Parque Yoyogi. En total pasó cuatro años de su vida en el Japón, por lo que su obra contiene varias referencias a la cultura japonesa.
Desde 2011, Joanna Bator se dedica exclusivamente a la escritura.

## Obra publicada

### Publicaciones en la prensa
Como autora de trabajos científicos, ensayos, novelas y cuentos ha publicado en los siguientes medios de Polonia: "Gazeta Wyborcza", "Pani", "Bluszcz", "Czas Kultury", "Kultura i Społeczeństwo", "Twórczość" y "Tygodnik Powszechny". 

### Libros publicados
- 2001 - Feminismo, postmodernismo, psicoanálisis, Gdańsk, Słowo / Obraz Terytoria;
- 2002 - La mujer, novela, Varsovia, Twój Styl;
- 2004 - El abanico japonés, Varsovia, Twój Styl;
- 2009 - Cerro de arena, Varsovia, editorial W.A.B.[1] (Novela nominada al Premio Literario "Nike" y al Premio Literario Gdynia. La traducción alemana fue nominada al Premio Internacional de Literatura Alemana otorgado por la Haus der Kulturen der Welt y la fundación Elementarteilchen);
- 2010 - Nubelandia, Varsovia, Wydawnictwo W.A.B. (Novela nominada al Premio Literario Nike);[2]
- 2011 - El abanico japonés, ensayo íntimo, Powroty, Varsovia, Wydawnictwo W.A.B. (Libro ganador del Premio Editorial Beata Pawlak 2005);
- 2012 - Es ocuro, casi de noche, Varsovia, Wydawnictwo W.A.B. (Novela ganadora del Premio Literario Nike 2013).
- 2014 - El tiburón del parque Yoyogi, Varsovia, Wydawnictwo W.A.B.;
- 2015 - La isla lágrima, Cracovia, Wydawnictwo Znak;
- 2016 - El año del conejo, Cracovia, Wydawnictwo Znak;
- 2017 - Purezento, Cracovia, Wydawnictwo Znak;
- 2020 - Amargo, amargo (Gorzko, gorzko), Cracovia, Wydanictwo Znak;

## Participación en ediciones
- 2007 - Encarnaciones. Lenguaje, práctica, representación (con A. Wieczorkiewicz), Varsovia, IFIS
- 2008 - Encarnaciones II. Sexo entre el cuerpo y el texto (con A. Wieczorkiewicz), Varsovia, IFIS

## Adaptaciones cinematográficas
- La novela Es oscuro, casi de noche fue adaptada al cine por Borys Lankosz en el 2019.